# 성리학
성리학(性理學)은 12세기에 남송의 주희(朱熹)가 집대성한 유학의 주류 학파이다. 성리학의 어원은 정이가 주창한 성즉리(性卽理)를 축약한 명칭이다.
성리학을 집대성한 주자(주희)의 이름을 따서 주자학(朱子學)이라고도 하고, 송나라 시대 유학이란 뜻에서 송학(宋學), 송나라와 명나라에 걸친 학문이라고 해서 송명이학(宋明理學)이라고도 하며, 송나라 시대 이전 유학의 가르침을 집대성한 새로운 기풍의 유학이라는 뜻에서 신유학(新儒學), 정호(程顥)와 정이(程頥)에서 주희로 이어지는 학통이라는 뜻에서 정주학(程朱學), 정주 성리학(程朱性理學), 정주 이학(程朱理學)으로도 불리고, 이학(理學) 또는 도학(道學)이라고도 한다. 특히 중화권에서는 송명리학(宋明理學), 서구권에서는 신유학이라고 주로 칭한다.
학문 목적은 위기지학(爲己之學, 자기(수양, 수기)를 위한 학문)이다.

## 주자 이전에
대략 진종조(眞宗朝)로부터 인종조(仁宗朝, 998~1063)에 걸친 시기에 송나라의 학문 문화가 새로운 경향을 가지고 일어나기 시작했다. 범중엄이나 정학(正學)의 4선생으로 호칭된 호원(胡瑗), 손복(孫復), 석개(石介), 진양(陳襄) 등은 각기 특색있는 학풍이나 주장을 가지고 서로 잇따라 나와 성리학의 선하(先河)를 이루었다.
범중엄은 그 명절(名節)과 고매한 식견으로 시대의 선구자로서 계몽적 역할을 수행하였다. 특히 서하 경영에 정치적 수완을 보여 중앙정부의 중요한 지위를 차지하였다. 학문적으로는 6경에 통하였으며 더욱이 역에 정통하였고 장횡거에게 《중용》을 주어 유학의 문에 들어가게 한 이야기는 유명하다.
호원(胡瑗, 993-1059)은 안정 선생(安定 先生)이라고 호칭되며 교육가로서 많은 제자를 양성하였는데, 정이천(程伊川)도 그 문하에서 배운 준재(俊才)이다. 그의 <주역구의(周易口義)>는 역(易)을 이론적으로 해명하고 한대 유가(儒家)와 같이 상수론(象數論)을 혼합하지 않았다. 이천(伊川)의 역전(易傳)에 그 영향이 보인다.
손복(孫復, 992-1057)은 태산선생(泰山先生)으로 호칭되었다. 진사 시험에 합격하지 못해 태산(泰山)에 은퇴하여 강학(講學)에 힘을 쏟았으며 <춘추존왕발미(春秋尊王發微)>를 저술하였다. 그는 이 저술에서 종래의 주석에 구애받지 않고 자유스러운 자기의 해석을 전개하고 있지만 그중에도 다시 <춘추>의 본지(本旨)를 정명정분(正名定分)에 있다고 하고 또 <춘추>에 실린 사실을 전부 도의에 위배된 것뿐이라고 하였다. 손복 및 그 제자인 석개(石介, 1005-1045)는 춘추론을 통하여 중국(宋王朝)의 정통성과 고전사상의 정통적 부활 및 양(楊)·묵(墨)·불(佛)·노(老) 사상의 배격을 주장하여 송조 국가체제의 정신적 지주를 수립하려고 하였다.
진양(陳襄, 1017-1080))은 <대학> <중용>에 의거 실천도덕론을 전개하여 <성명기(誠明記)>와 함께 송대 도덕의 궁리진성(窮理盡性)·격물치지설(格物致知說)의 방향을 잡아 놓았다. 그의 지방정치에 있어서의 권농정책(勸農政策)이나 향촌민(鄕村民)의 교도에 이용한 <고령선생권유문(古靈先生勸誘文)>은 남송의 주자에 이르러서 크게 채택되어 그 모범이 되었다.

## 주자의 집대성
주자의 학문은 북송에서 일어난 신경향의 학술을 전면적으로 받아들여 이를 체계적으로 집대성한 것이다. 또 사서를 특별히 중요시하여 주석을 하였고, 《대학》의 〈성의〉(誠意)장의 주해는 죽기 3일 전까지 계속해서 수정했다.

### 이기론(理氣論)
이기론에서는 정이천의 2원론(二元論)을 계승하여 다시 더욱 상세·엄밀하게 체계화하였다. 형이상적, 형이하적 논리 구별을 분명하게 하였다. 또 주돈이의 태극론(太極論)도 받아서 태극(太極)은 오직 1개의 이(理)의 자(字)라고 규정하여, ‘이(理)=태극(太極)=도(道, 형이상)’와 ‘기(氣)=음양5행(陰陽五行, 형이하)’인 것은 형이하(形而下)의 음양2기(陰陽二氣)의 교감에 의해 생성되는 개체와 상즉불리(相卽不離)인 것이라고 말하였다.

### 도덕론(道德論)
도덕론에서 이천이 명(命)·성(性)·이(理)·심(心)을 동일하게 보았기 때문에 ‘성즉리(性卽理)’, ‘심즉리(心卽理)’라고 한 데 대하여, 주자는 ‘성즉리(性卽理)’만을 취하고 심(心)은 형이하적(形而下的)인 것, 즉 음양2기(陰陽二氣)의 작용이라고 생각하였다. 따라서 사람의 성(性)은 이(理)이고 지선(至善)한 것이며 사람의 본연의 것이라고 하였다. 심(心)은 이(理)가 있는 곳, 이가 작용하는 장소이다. 또한 심(心)의 발동은 이(理)에 의하여 있게 되는데, 그 이야말로 사람에게 본래의 성(性)이라고 규정하였다. 그러나 사람의 본연의 성(性)이 지선(至善)하지만 현실에는 악도 존재하고 악인도 있다. 그것은 기품에 과불급(過不及)이 있기 때문이라고 한다. 그런데 ‘이(理)=태극(太極)’이라고 하는 형이상적인 것은 항상 사사물물(事事物物) 속에 있다. 사사물물이 없으면 따라서 이(理)는 없다. 즉 1물(一物)에 ‘1리(一理)=1태극(一太極)’이 있는 것이다. 논리적 과정을 말하면 이(理)가 있어야 물(物)이 있는 것이지만 그렇다고 하여 물(物)이 없는 이(理)는 없다. 이런 까닭으로 이기(理氣)에 선후는 없다고 한다. 또 주자에 의하면 1물(一物)에 1태극(一太極)이 있는데, 이 이(理)는 즉 만물의 이(理)이다. 달이 호수나 냇물에 비쳐도 달은 원래 하나의 것이다. 일반자(一般者)·형이상자(形而上者)는 항상 개체에 내재하여 개체를 통하여 일반자는 실현된다고 하는 것이다. 이러한 논리가 도덕론에 적용되면 사람은 자기의 본연의 성(性)(理)을 회복하는 것이 인간으로서의 덕을 완성하는 것이며, 개별적 인간은 실천에 의하여서만 일반자로서의 ‘도(道)~이(理)-성(性)’을 구현할 수가 있다고 하는 것이다.

### 수양론(修養論)
수양론은 우선 격물치지(格物致知)이며 궁리진성(窮理盡性)인 것이다. 주자에 의하면 사사물물의 이를 궁구한다고 하는 것은 결과적으로는 나를 궁구하는 것이며 나를 다하는 것이지만, 그러나 ‘물(物)의 이(理)’와 ‘심(心)의 이(理)’와의 통일적인 파악에는 아직 불충분한 점이 있었다. 육상산이나 명나라 왕양명이 그 정곡을 찔러 비판했다. 조선에서는 기존의 고려 말, 정몽주의 <의리론>을 그의 제자 하연은 이를 더욱 심화하여 조선 절의파 사대부의 사상을 <수양론>으로 발전시켜 계승한 대표적인 성리학자가 되었다.

## 후대에 미친 영향
주자학이 송대 이후 끼친 영향은 지극히 크다. 주자학은 주자의 생전에 있어 지방관적, 재야적(在野的) 입장에서의 사상을 구축했음에도 불구하고 원(元)·명(明)을 거쳐 청조에 이르기까지 관학적(官學的)인 아카데미즘의 주류를 형성하였다. 주자학은 조선이나 일본에도 중대한 영향을 끼쳤다.

### 한국의 성리학 수용
한국에서는 고려시대에 안향이 《주자전서》(朱子全書)를 들여와 연구한 데서 비롯되었으며, 성리학을 본격적으로 연구하고 그 체계를 파악해 크게 일가를 이룬 이는 백이정이라 할 수 있다. 조선시대에 이르러 하연·이언적·이황·김인후·기대승·이이 등 뛰어난 학자들이 배출되면서, 인간의 이성을 강조하여 정신적인 면과 도덕적인 면을 중시하는 주리설과 인간의 감성을 중시하고 현실 문제에 관심을 가지는 주기설 등이 나오게 되었다. 주리설은 영남지방에서 발전하여 '영남학파'라고 하는데, 이언적·이황·류성룡·김성일로 이어졌으며, 주기설은 기호지방에서 발전하여 '기호학파'라고 하는데 서경덕·김인후·기대승·성혼·이이에 이르러 완성되었고 김장생 등에게 이어졌다.

## 주요 성리학자
중국
| - 공자 - 증자 - 자사 | - 맹자 - 주돈이 - 장재 | - 정호 - 정이 - 주희 |

한국
| - 백이정 - 안향 - 이제현 - 이색 - 정몽주 - 정도전 - 길재 - 하연 - 김숙자 - 김종직 - 정여창 - 김굉필 | - 김일손 - 조광조 - 김안국 - 김정국 - 서경덕 - 이연경 - 이언적 - 백인걸 - 성수침 - 조식 - 이황 | - 김인후 - 노수신 - 기대승 - 이이 - 송익필 - 성혼 - 김장생 - 송시열 - 박세채 - 이항로 - 기정진 |

여성 학자
- 임윤지당

## 같이 보기
- 태극도설
- 이기론
- 유교
- 한국의 유교
- 송·명 시대의 사상
- 양명학
- 선종

## 참고 문헌
- 「한국인물사열전」, 이상각
- 이 문서에는 다음커뮤니케이션(현 카카오)에서 GFDL 또는 CC-SA 라이선스로 배포한 글로벌 세계대백과사전의 내용을 기초로 작성된 글이 포함되어 있습니다.